# Andreas Jeschke
Andreas Jeschke (* 6. September 1966 in Hamburg) ist ein ehemaliger deutscher Fußballspieler.

## Leben
Jeschke spielte in der Jugend des Hamburger SV, 1985 wechselte er zum Oberligisten Hummelsbütteler SV, 1986 ging der gelernte Maurer zum VfB Lübeck. Jeschke gehörte in der Saison 1987/88 mit mehr als 20 Treffern zu den besten Torjägern der Verbandsliga Schleswig-Holstein. Für Lübeck spielte der ehemalige Jugend-Nationalspieler bis 1989. In der Runde 1989/90 zählte der „Boller“ genannte Stürmer zum Bundesliga-Aufgebot von VfL Bochum, kam aber nicht zum Einsatz, sondern spielte beim VfL II in der Oberliga.
Im Januar 1990 wechselte Jeschke aus Bochum zum 1. SC Norderstedt in die Oberliga Nord. Er verstärkte die Mannschaft bis 1992, gefolgt vom Wechsel zum FC St. Pauli, für den er während der Saison 1992/93 zehn Einsätze in der 2. Bundesliga verbuchte. Sein Profidebüt gab er am 11. Juli 1992 im Spiel bei Hertha BSC (2:2), als er in der 53. Minute für Rachid Belarbi eingewechselt wurde. Jeschke zeichneten Schussstärke und eine schnörkellose Spielweise aus. Er verließ den FC St. Pauli noch während der Saison 1992/93 und trug ab Frühjahr 1993 wieder die Norderstedter Farben in der Oberliga, später verstärkte er den 1. FC Phönix Lübeck (Oberliga) sowie ab 1996 den Glashütter SV in der Verbandsliga. Jeschke spielte bis 2006 im Amateurbereich, zuletzt bei TuRa Harksheide in der Kreisliga. Er wurde Mitglied der FC St. Pauli-Altliga.
Als Trainer betreute Jeschke mehrere Amateurmannschaften, darunter Örnek-Türkspor, KS Polonia, Kaltenkirchener TS, TSV Nahe, SC Norderstedt, TBS Pinneberg, Farmsener TV, SC Teutonia 10, Grün-Weiß Eimsbüttel II, SV Henstedt-Ulzburg, SV Friedrichgabe, FTSV Komet Blankenese II und TSV Wandsetal III.